# Dinosaur Game
Dinosaur Game (en español: Juego del Dinosaurio), también conocido como T-Rex Game, Dino Runner o Chrome Dino, es un videojuego de navegador desarrollado por Google e integrado en el navegador web Google Chrome, que aparece en caso de interrupción de internet. El juego fue creado por miembros del equipo de Chrome UX en 2014.

## Jugabilidad

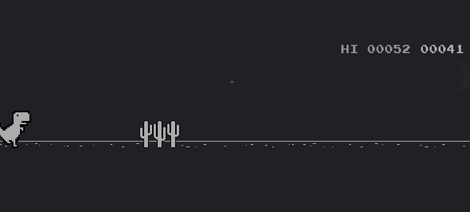
Gráficos nocturnos en el juego

El dinosaurio se maneja con las manos espacio o ↑ saltará, y ↓ se agachará (los usuarios de dispositivos móviles solo pueden tocar la pantalla para saltar) para evitar los cactus y los pterodáctilos. Cuando el jugador acumule 700 puntos el juego comenzará a pasar entre el día (fondo blanco, líneas y figuras negras) y la noche (fondo negro, líneas y figuras blancas). Al alcanzar 900 puntos el esquema de colores vuelve a pasar al del día, y en las siguientes etapas tendrá lugar el paso hacia adelante y hacia atrás. El punto más bajo que se puede llegar a alcanzar es - 41. El juego termina después de 17 millones de años de tiempo de juego, en referencia a cuánto tiempo existió el T-Rex antes de su extinción.
Si el administrador de la computadora deshabilita el juego, el jugador recibirá un mensaje del error al intentar acceder al juego, que muestra una imagen de meteoros que se dirigen al dinosaurio controlado por el jugador. También se agregó un huevo de Pascua "en profundidad" al juego para los Juegos Olímpicos de Tokio 2020, simulando varias actividades olímpicas.

## Acceso al juego
El juego se representa en la página de errores en Google Chrome y Chromium cuando se interrumpe el acceso a Internet (net::ERR_INTERNET_DISCONNECTED (-106)), y también se puede jugar si en internet se busca Chrome dino.
Arriba sobre la inscripción se muestra el “Tiranosaurio solitario” creado por Sebastien Gabriel. Al pulsar el dinosaurio (en OS Android y iOS) o al pulsar espacio o ↑ (en el teclado) comienza el juego en el que el jugador maneja el dinosaurio que corre.
También se puede obtener acceso al juego tecleando chrome://dino o chrome://network-error/-106 en la barra de direcciones de Google Chrome.

## Historia y desarrollo

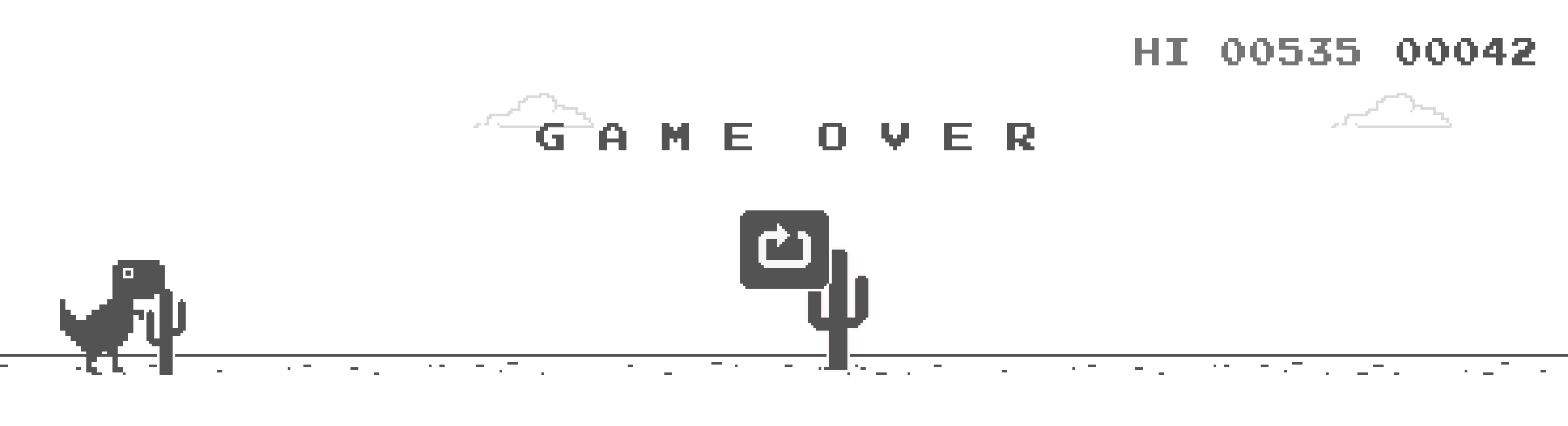
El jugador corriendo hacia un cactus

El juego fue creado en 2014 por Sebastien Gabriel, Alan Bettes y Edward Jung, miembros de Chrome UX.  Durante el desarrollo, el juego recibió el nombre en clave de "Project Bolan", en referencia al cantante principal Marc Bolan de la banda de los 70 T. Rex. El juego se lanzó en septiembre de 2014, pero falló en el rendimiento de los dispositivos más antiguos. El código del juego fue reescrito y relanzado en diciembre de 2014. Los pterodáctilos se agregaron como obstáculos en 2015. Cuatro años después, el juego celebró su cuarto cumpleaños con decoración temática.
Para el décimo cumpleaños de Google Chrome, se agregó un huevo de Pascua al juego: durante septiembre de 2018, podría aparecer un pastel de cumpleaños en el desierto. Cuando se comía, aparecía un sombrero de cumpleaños en el dinosaurio. En noviembre de 2018, Google introdujo una función para guardar las puntuaciones de los jugadores. El código del juego está disponible en el sitio Chromium.
Durante la presentación de Google I/O del 14 de mayo de 2024 se mostró GenDino, una versión de Dinosaur Game que personaliza los elementos del juego mediante IA generativa. Esta versión estuvo disponible al publicó del 21 al 28 de mayo de 2024 en Google Labs.

## Recepción

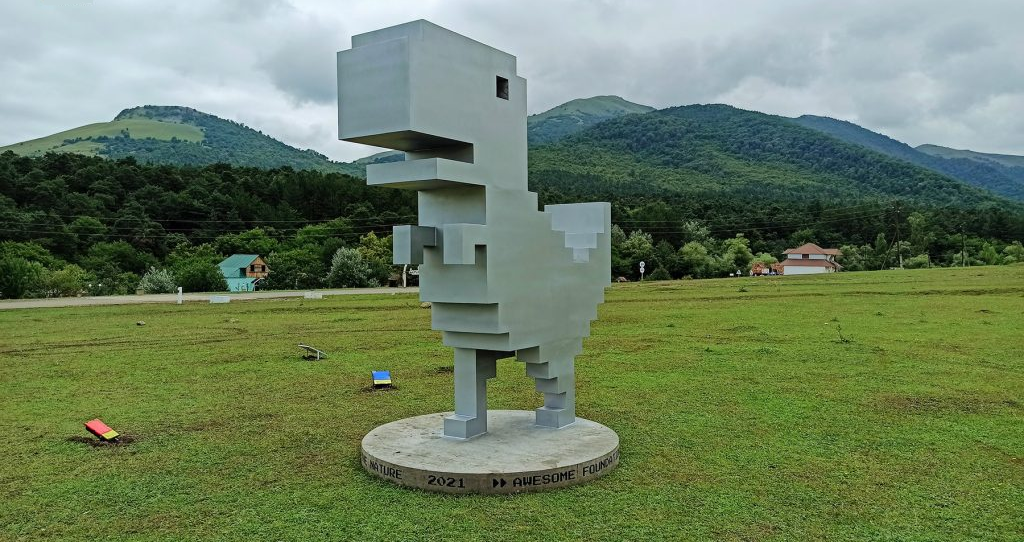
Estatua del Dinosaurio de Chrome, ubicada en Gyulagarak, Armenia.

El juego base recibió un reconocimiento generalizado, y los creadores revelaron que se juegan más de 270 millones de partidas mensualmente.

## En la cultura popular
El Dinosaur Game es referenciado en un gag del sofá en el episodio «Habeas Tortuga» de la temporada 34 de Los Simpson.

## Medios relacionados
En mayo de 2020 Microsoft lanzó Surf, un juego incluido en Microsoft Edge en donde el jugador controla a un surfista que intenta evadir obstáculos y recolecta potenciadores. Como en Dinosaur Game el juego es accesible mediante una página de error cuando el navegador no tiene conexión a internet. El juego también puede accederse mediante su propia dirección especial edge//:surf en la barra de direcciones de Edge.
En agosto de 2020 MSCHF y 100 Thieves lanzaron una versión modificada de Dinosaur Game, titulada como Dino Swords. En esta versión se le hizo disponible para el dinosaurio un pequeño arsenal de armas y las pastillas que ralentizan el tiempo. Sin embargo, con esto alguna arma puede causar daños al dinosaurio.